# کیک شیر داغ

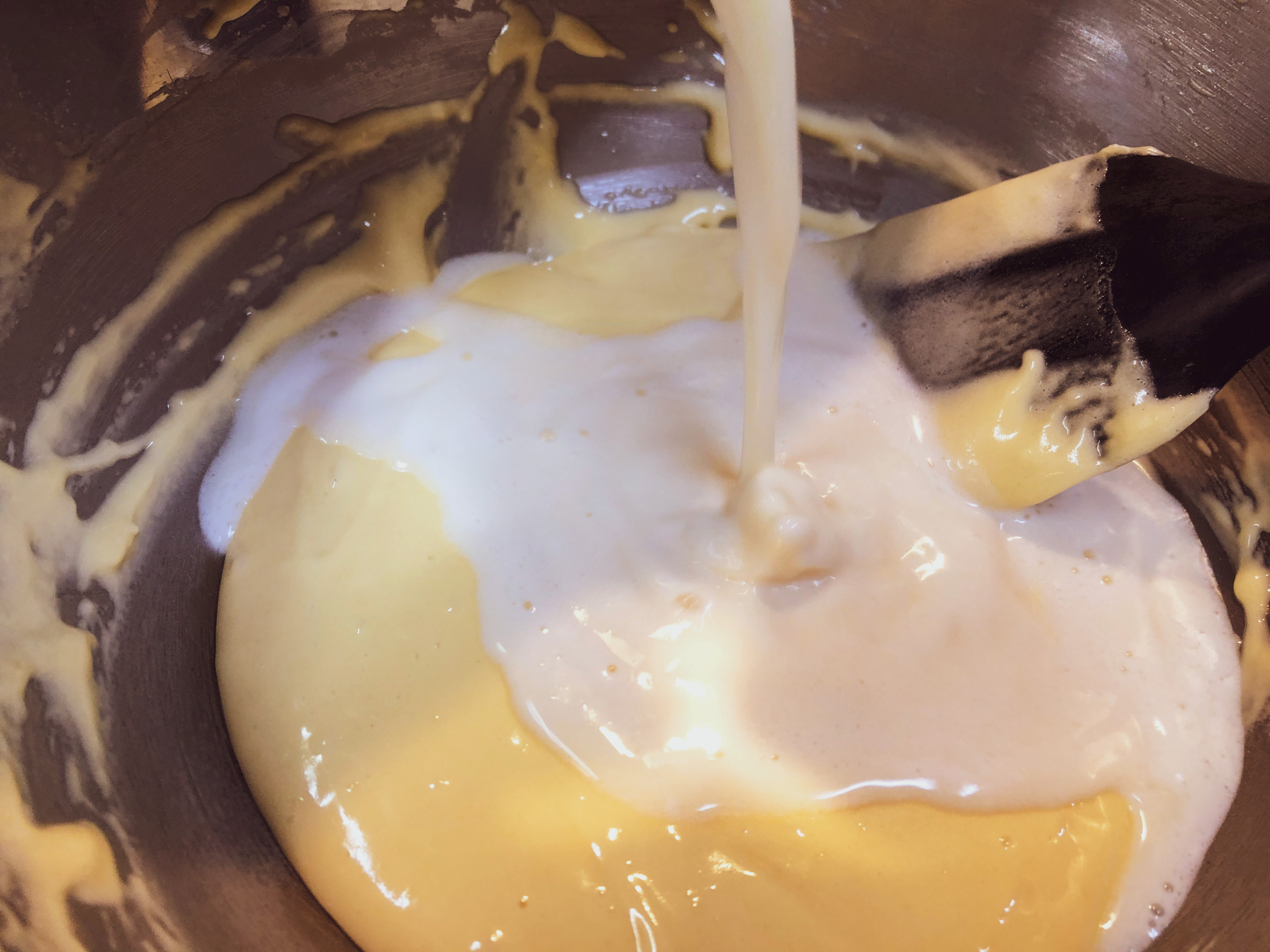
اضافه کردن شیر داغ به باقی مواد

کیک شیر داغ یک کیک سنتی دو لایه است که احتمالاً خاستگاه آن از ایالت‌های میانه ساحل اقیانوس اطلس می‌باشد.
این کیک همچنین یک کیک سریع و یک لایه است که در ایالت‌های جنوبی آمریکا سرو می‌شود و دارای میوه، پودر قند یا نارگیل آب‌پز است.
کیک شیر داغ طعم متمایز خود را از شیر جوشیده شده که جزء مایع خمیر است، دریافت می‌کند. آن را از کیک اسفنجی سنتی که در آن شامل بیکینگ پودر به عنوان ورآمدن است و تمام اجزای تخم مرغ با هم همزده می‌شود، متمایز می‌کنند. در حالی که در کیک شیرداغ زرده جدا و سفیده جدا همزده شده و به آرد اضافه می‌شود.